# Иванников, Виктор Петрович
Ви́ктор Петро́вич Ива́нников (27 февраля 1940, Ступино, Московская область — 27 ноября 2016, Москва) — советский и российский учёный в области вычислительной техники и программирования, академик РАН (с 29 мая 2008 года, член-корреспондент АН СССР с 1984 года). Основатель Института системного программирования РАН, главный редактор журнала «Программирование», заведующий кафедрами системного программирования факультета ВМК МГУ кафедра системного программирования Высшая школа экономики и в Московском физико-техническом институте.

## Биография
После завершения учёбы в средней школе Каменска-Уральского (1957) окончил Московский физико-технический институт по специальности «Математические счётно-решающие приборы и устройства» (1963).
С 1962 по 1980 год работал в Институте точной механики и вычислительной техники имени Лебедева РАН, где прошёл путь от техника до одного из ведущих специалистов.
В 1980-х годах, работая в НИИ «Дельта» Минэлектронпрома СССР и в Институте проблем кибернетики АН СССР, руководил созданием и внедрением систем автоматизации проектирования и программного обеспечения суперЭВМ. С 1991 по 1994 год заведовал отделением Института проблем кибернетики РАН, являлся директором Института системного программирования со времени его образования ИСП в январе 1994 года до августа 2015 года.
Кандидат физико-математических наук (1971, диссертация «Операционная система НД-70 для БЭСМ-6»), доктор физико-математических наук (1980, диссертация «Проблемы операционных систем многомашинных вычислительных комплексов и реализация операционных системы АС-6-БЭСМ-6»), профессор (1986).
В Московском университете работал с 1979 года, сначала на кафедре автоматизации систем вычислительных комплексов факультета ВМК МГУ в должностях: старшего преподавателя (1979—1985), доцента (1985—1986), профессора (с 1986). С 1994 года заведовал кафедрой системного программирования факультета ВМК МГУ. Заведующий кафедрой системного программирования МФТИ (с 1996). Заведующий кафедрой системного программирования ВШЭ (с 2015) .
Член-корреспондент АН СССР с 1984 года, с мая 2008 года — академик Российской академии наук.
Главный редактор журнала «Программирование». Председатель Научного совета «Программирование» РАН. Член международных научных сообществ ACM, IEEE (возглавлял российское отделение IEEE).
С мая 2009 года — президент Российской ассоциации свободного программного обеспечения (РАСПО). Читал лекционные курсы в МФТИ и МГУ, ФКН ВШЭ : «Операционные системы», «Базы данных», «Алгоритмы и алгоритмические языки». Подготовил 5 докторов и 30 кандидатов наук. Опубликовал свыше 100 научных работ, зарегистрировал 2 изобретения.
Лауреат Государственной премии СССР (1980).
Ушел из жизни[как?][прояснить] 27 ноября 2016 года в Москве. Похоронен на Троекуровском кладбище.

## Научные достижения

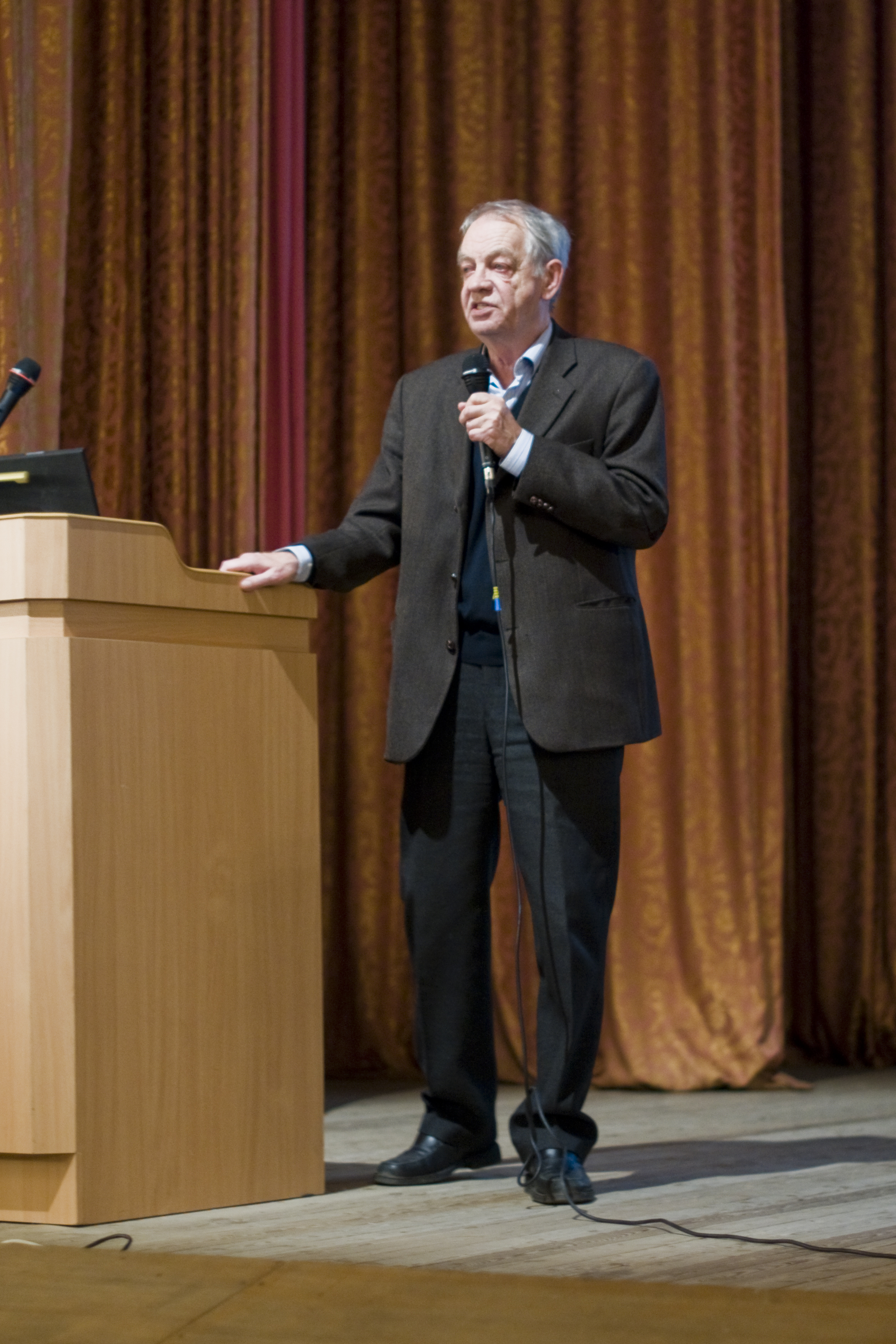
Выступление В. П. Иванникова (2009)

Область научных интересов: системное программирование, архитектура вычислительных машин, операционные системы. Внёс фундаментальный вклад в создание теории и практику разработки операционных систем ЭВМ и вычислительных комплексов. Является одним из основных участников создания первой операционной системы (Д-68) для ЭВМ БЭСМ-6. Предложил операционные средства организации параллельных процессов в задачах и иерархической организации программных комплексов. Эти принципы, реализованные в следующей модификации операционной системы (НД-70) для БЭСМ-6, легли в основу его кандидатской диссертации.
Один из основных разработчиков структуры процессоров и общей архитектуры многомашинного вычислительного комплекса АС-6, руководитель и активный участник создания и внедрения операционной системы неоднородной локальной сети ЭВМ на базе комплекса АС-6 (этой проблематике посвящена его докторская диссертация). Внёс вклад в создание вычислительных комплексов, обеспечивающих обработку информации в режиме реального времени в центрах управления полётами космических аппаратов.
Исследования конца 1990-х — начала 2000-х годов связаны с созданием системы автоматизации разработки формальных спецификаций по исходным текстам программ и системы генерации тестов для широкого класса программных интерфейсов, инструментальной системы для изучения унаследованного программного обеспечения, а также с обеспечением интероперабельности в распределённых объектно-ориентированных системах. Руководил рабочей группой DOOS (распределённые объектно-ориентированные системы) в ИСП РАН.

## Основные работы
- Спецификация метанаращиваний для эффективного метаобъектного контроля // Программирование. 1997. № 4 (совм. с К. В. Дышлевой, В. И. Задорожным);
- Проект КЛАСТОС // Труды SORUCOM-2011. Великий Новгород, 2011 (совм. с И. Б. Бурдоновым, А. С. Косачевым);
- Опыт использования UniTESK как зеркало развития технологий тестирования на основе моделей // Труды Института системного программирования РАН. 2013. № 24 (совм. с А. К. Петренко, В. В. Куляминым, А. В. Максимовым);
- Реализация запутывающих преобразований в компиляторной инфраструктуре LLVM // Труды Института системного программирования РАН, 2014. № 1 (совм. с Ш. Ф. Курмангалеевым, А. А. Белеванцевым, А. Р. Нурмухаметовым, В. В. Савченко, Р. А. Матевосяном, А. И. Аветисяном).

### Учебные курсы в сети
- «Современные проблемы системного программирования».  Лекция в рамках курса «Современные проблемы прикладной математики». МФТИ, 12 февраля 2013 года. (опубл. 4 мар. 2013 г.).
- Введение в алгоритмы // курс лекций